# Елиф Елмас
Елиф Елмас (Скопље, 24. септембар 1999) је северномакедонски фудбалер горанског порекла који тренутно наступа за Торино. Игра на позицији везног играча.
Елмас потиче из села Јеловјане, које настањују Горанци, али се на пописима углавном изјашњавају као Турци због чега се наводи да је турског порекла Његова породица је даљим пореклом из Призренске горе.

## Успеси
Работнички
- Куп Северне Македоније: (финале: 2015/16)[11]

 Фенербахче
- Куп Турске: (финале: 2017/18)[12]

 Наполи
- Серија А (1) : 2022/23.[13]
- Куп Италије (1) : 2019/20.[14]
- Суперкуп Италије: (финале: 2020)[15]

Појединачни
- Најбољи млади фудбалер Прве лиге Северне Македоније: 2017.[16]
- Најбољи северномакедонски фудбалер у иностранству: 2019.[17]